# Man'pupunër
Man'pupunёr (in russo Маньпупунёр?; in vogulo Мань-Пупу-нёр, Manʾ-Pupu-njor, letteralmente "piccolo monte degli idoli"; in komi Болвано-из, Bolvano-iz, letteralmente "monte degli idoli") è un monumento naturale situato tra i Monti Urali settentrionali nella Repubblica dei Komi, in Russia. Si tratta di un piccolo altipiano sulla cui sommità svettano sette monoliti, noti anche come sette giganti degli Urali.
I monoliti sono stati generati da processi di erosione nel corso di 200 milioni di anni ed hanno un'altezza che varia dai 30 ai 42 m.
Il sito fa parte delle sette meraviglie della Russia ed è molto popolare nel Paese, anche se non molto conosciuto all'estero e poco coinvolto dai flussi turistici.

## La leggenda
Secondo una leggenda locale, un gruppo di giganti Samoiedi stava marciando tra le montagne verso la Siberia per distruggere il popolo Mansi. Lo sciamano del gruppo, però, si intimorì vedendo le montagne sacre dei Mansi e fece cadere il proprio tamburo di guerra. Così facendo, tutto il gruppo si congelò e vennero così creati i monoliti.